# Edificio González de Velasco
El Edificio González de Velasco es un edificio singular de Madrid, diseñado y construido entre 1873 y 1875, por el arquitecto Francisco de Cubas. Se localiza en una parcela en esquina entre la calle de Alfonso XII y el Paseo de la Infanta Isabel. Forma parte del Paisaje de la Luz, que desde el 25 de julio de 2021 es un paisaje cultural declarado Patrimonio de la Humanidad.

## Historia
El edificio, que ocupa desde sus orígenes el Museo Nacional de Antropología, fue financiado íntegramente por su fundador, el médico y antropólogo Pedro González de Velasco, para albergar sus colecciones de anatomía y antropología. La obra fue encargada para su diseño y construcción al arquitecto Francisco de Cubas, conocido como el “arquitecto de la aristocracia madrileña”, que había sido el autor de otros edificios singulares de Madrid, como la primera fase de la Catedral de la Almudena, y de palacetes del entorno de Recoletos y el Barrio de Salamanca.
Además de museo, el inmueble albergaba una escuela libre de medicina y la propia vivienda de González. Tras su muerte, el edificio fue adquirido por el Estado y se incluyó inicialmente como una sección del Museo de Ciencias Naturales. Posteriormente, el arquitecto Ricardo Fernández Vallespín llevó a cabo una gran reforma en 1942 para aumentar su espacio expositivo de cara a su reapertura tras la Guerra civil.

## Descripción
Fue el primer edificio que se construyó al sur de la tapia de los jardines del Palacio del Buen Retiro y cerca del Olivar de Atocha, junto al antiguo camino del santuario entonces extramuros de la Real basílica de Nuestra Señora de Atocha y al pie del Cerro de San Blas, sobre el que se alza el Real Observatorio Astronómico. Se localiza en una parcela en esquina entre la calle de Alfonso XII y el Paseo de la Infanta Isabel.
Se diseñó según el modelo de “templo científico” de inspiración clasicista con una fachada tetrástila de orden jónico sobre podio con escalinata rematada por el lema de la Sociedad Antropológica de París: Nosce te ipsum (conócete a ti mismo). La fachada la completaban una serie de frescos y esculturas relacionados con la simbología y la historia de la Medicina, de los que sólo se conserva la cabeza de Minerva, diosa romana de la sabiduría, en el frontón.
Tiene un cuerpo central principal dividido en dos salas cubiertas por bóvedas con lucernarios y dedicadas a la exposición de las colecciones del museo. A ambos lados, sendos cuerpos laterales albergaban desde la residencia particular de la familia del doctor a su consulta, el aula donde impartía sus lecciones, la redacción de su revista, los laboratorios e incluso una pequeña clínica privada.